# Santuario della Santissima Annunziata (Gaeta)
Il santuario della Santissima Annunziata è uno dei più importanti luoghi di culto cattolici di Gaeta, situato nel centro storico della città, tra via Annunziata e il lungomare Caboto.
Dal 2009 al 27 settembre 2014, il santuario ha svolto le funzioni di procattedrale assumendone il titolo, essendo la cattedrale dei Santi Erasmo e Marciano e di Santa Maria Assunta chiusa per restauro.

## Storia

### Medioevo
Il 2 maggio 1321 il vescovo di Gaeta Francesco Bruno autorizza la realizzazione di uno stabilimento ospedaliero, con annessa chiesa-corsia, alle porte della città. In realtà la chiesa della Santissima Annunziata e l'omonimo stabilimento furono fondati nel 1320, come si legge in una targa dedicatoria posta sull'architrave del portale laterale della chiesa. La chiesa fu consacrata l'11 maggio 1354 e, un anno dopo, fu avviata l'attività ospedaliera dello Stabilimento dell'Annunziata.

### Dal XVI al XIX secolo
Nel XVI secolo la grande chiesa-corsia dell'Annunziata fu arricchita del grande polittico di Andrea Sabatini, donato dal ricco gaetano Giuliano Colojna. Altre opere significative che decorarono la chiesa in questo periodo furono le tele della Cappella d'Oro, posta di fianco all'abside della chiesa. Nel 1621 iniziò il restauro in stile barocco della chiesa, che si protrasse fino al 1677. Il progetto fu affidato all'architetto-marmoraro napoletano Andrea Lazzari, cui sarebbero succeduti suo figlio Jacopo e suo nipote Dionisio. Andrea realizzò la facciata della chiesa, suo figlio la cappella del Santissimo Sacramento e suo nipote l'assetto interno della chiesa. Nel 1686 l'organaro Giuseppe de Martino realizza l'organo della cantoria sinistra. L'altro, siccome lo stabilimento non aveva abbastanza soldi, fu acquistato dalla cattedrale. Sempre nel Seicento sono eseguiti gli stalli lignei deloro da Colangelo Vinaccia da Massa e i due altari laterali della chiesa. Da quel momento la chiesa abbandonò definitivamente il suo secondo ruolo di corsia e divenne soltanto un tempio dedicato alla Madonna.

### Dal XIX secolo ad oggi
Nel secolo scorso, a causa delle due grandi guerre, la chiesa non ebbe vita facile. Nonostante ciò tutti i capolavori della chiesa si erano salvati, compreso l'organo che nel 1927 era stato nascosto nel coro delle Orfanelle, sopra il polittico fondale della chiesa, per cui, non più visibile, si è salvato dai trafugatori di piombo. Il prezioso strumento solo nel 1980 tornerà nella chiesa ma non sopra la cantoria sinistra, come fu in origine, ma sotto ad essa, dove è rimasto fino al dicembre 2009 quando è stato ripristinato e ricollocato nella posizione originaria.
Nel 2009, la chiesa è stata elevata a santuario e gemellata con quello di Lourdes.

## Descrizione

### Esterno

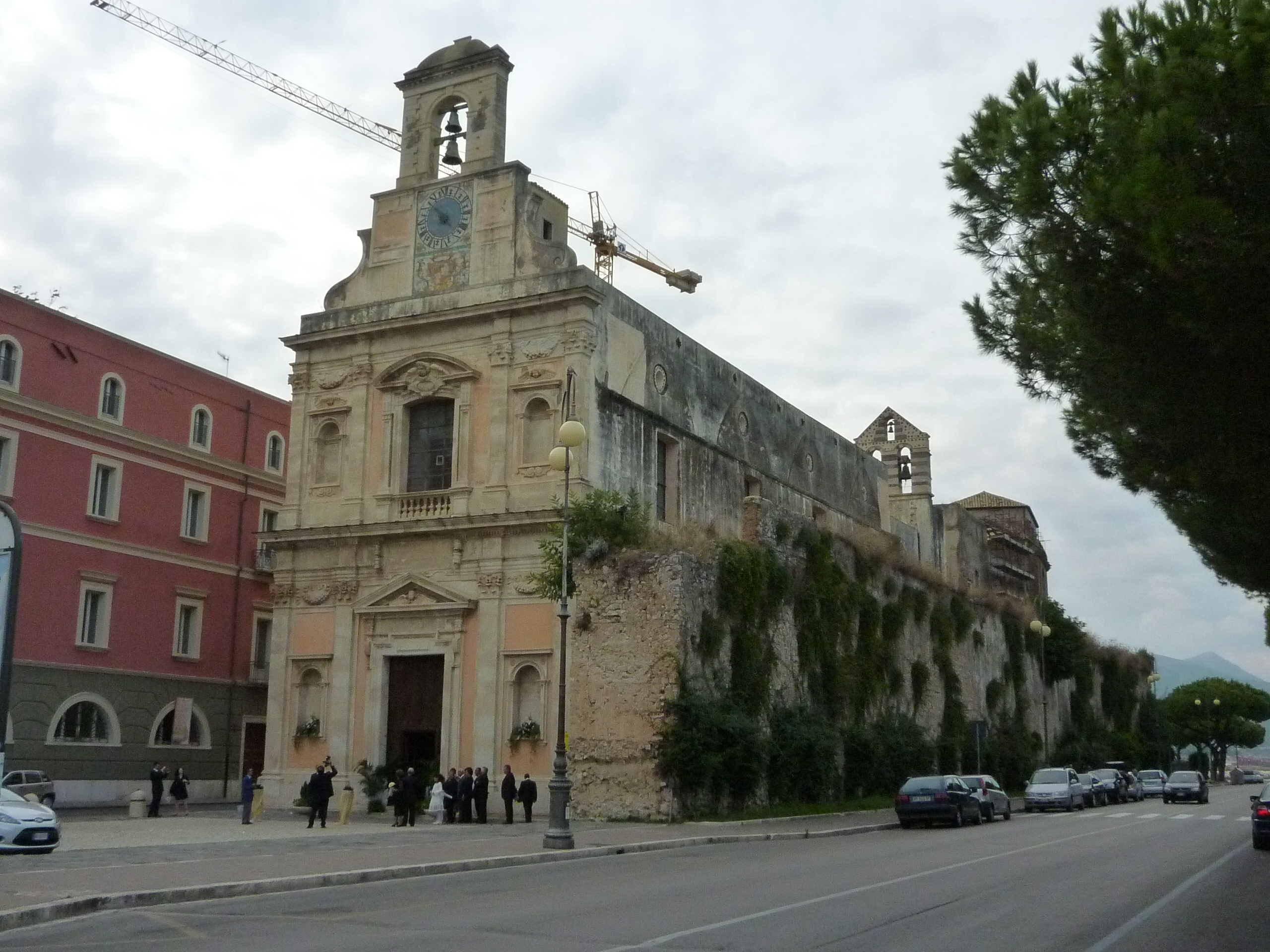
L'esterno

La slanciata facciata della chiesa, opera di Andrea Lazzari, si affaccia sulla piccola piazzetta di collegamento tra la via dell'Annunziata ed il Lungomare Giovanni Caboto. Essa è divisa in tre ordini da grandi cornicioni. Il primo ordine partendo dal basso accoglie il portale, il secondo il grande finestrone ed il terzo il campaniletto a vela con orologio maiolicato di Matteo de Vivo da Napoli. Nel primo e secondo ordine, ai lati, si trovano rispettivamente due nicchie rettangolari. Esse dovevano accogliere delle statue di santi, che poi non furono mai realizzate.
Il fianco destro, che dà sul lungomare, è stato recentemente restaurato e lascia intuire la struttura interna costituita da navata unica coperta da volta a crociera: infatti si vedono ancora gli archi ogivali laterali delle volte, ognuno in corrispondenza di una finestra rettangolare. In fondo, sopra il lato destro dell'abside, sorge il campanile a vela medioevale decorato con motivo marmoreo bianco e nero, contenente tre campane rinascimentali.
Il fianco sinistro della chiesa dà su via dell'Annunziata e in esso si apre l'antico portale laterale gotico. Quest'ultimo, forse analogo a quello che stava sulla facciata medioevale, sopra l'architrave, su cui c'è una targa che ricorda la dedicazione e l'anno in cui la chiesa fu iniziata, si trova un affresco raffigurante l'Annunciazione.

### Interno

#### Navata

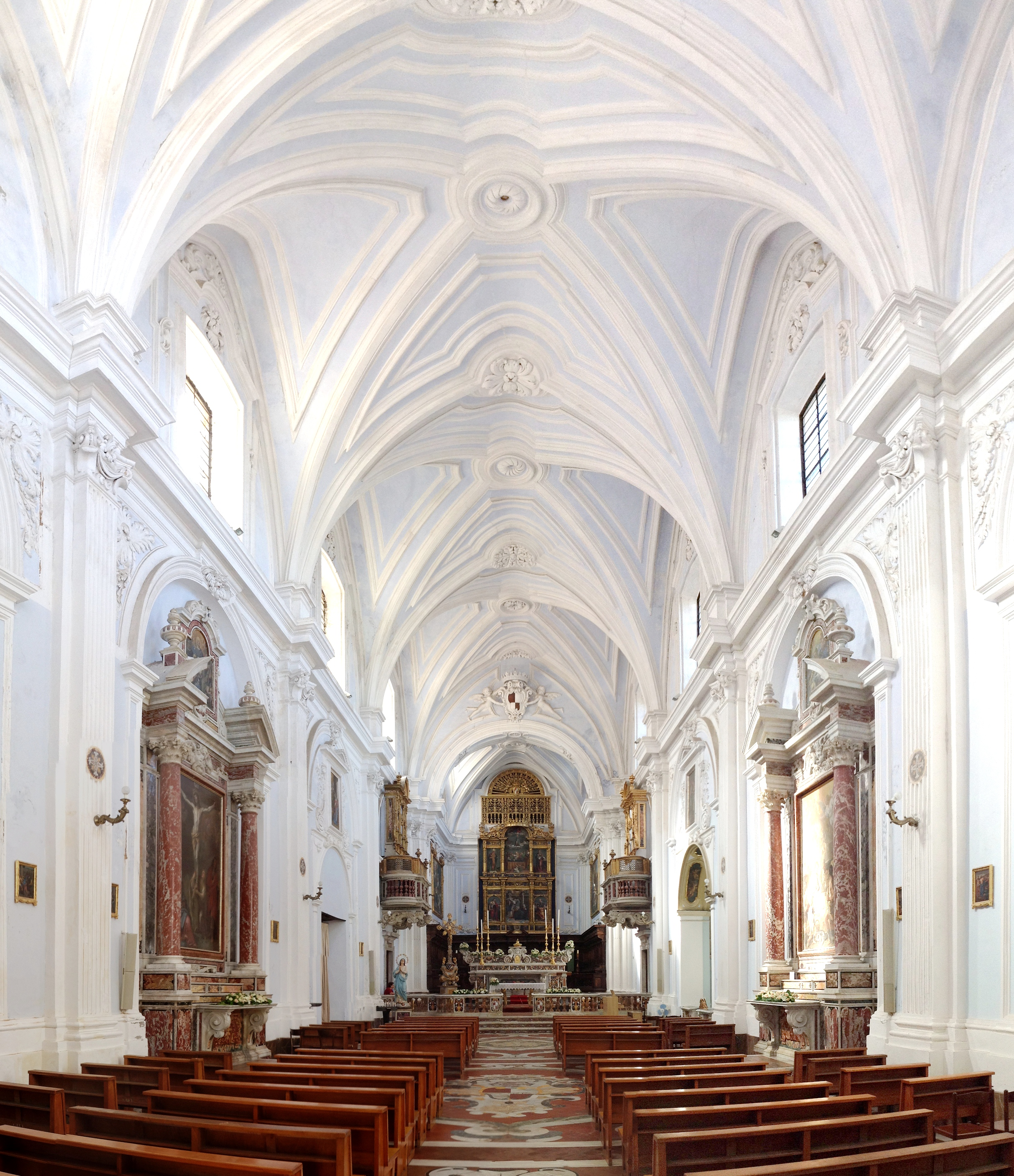
L'interno

La chiesa è a navata unica divisa in quattro campate coperte da volta a crociera. Il pavimento presenta gli stemmi della città.
Nella prima campata si trovano le due acquasantiere in marmi policromi, risalenti alla metà del XVII secolo, il grande stemma di Gaeta posto nella controfacciata, sotto il finestrone, il Crocifisso Gattola, posto in una nicchia della parete sinistra, i due confessionali ottocenteschi e due quadretti raffiguranti Sant'Apollonia forse opera giovanile di Giovanni Filippo Criscuolo (a sinistra) e Santa Lucia attribuibile alla scuola di Sebastiano Conca.
Nella seconda campata si trovano i due altari laterali di Dionisio Lazzari contenenti le due grandi tele di Luca Giordano: a sinistra la Crocefissione, a destra l'Adorazione dei pastori. Sopra i due altari ci sono i quadretti della Gloria di san Domenico con san Pietro Martire e san Francesco di Paola (a sinistra) e di Sant'Anna e san Gioacchino (a destra) sempre di Luca Giordano.
Nella terza campata ci sono a sinistra il portale laterale gotico ed il quadretto dell'Annunciazione, a destra la cappella del S.S. Sacramento ed il quadretto della Visitazione.
La quarta campata accoglie, sia nella parete di destra che in quella di sinistra, le due cantorie di Dionisio Lazzari. Esse, in legno dipinto a finto marmo, in origine dovevano essere in pietra. Poi, per mancanza di fondi, furono eseguite in legno.

#### Cappella del S.S. Sacramento
La cappella del S.S. Sacramento fu realizzata da Jacopo Lazzari. La piccola balaustra e l'altare decorano la stupenda cappella che ha la volta dipinta di Andrea Scapuzzi. Sopra l'altare ci sono il tabernacolo del Lazzari e la pala d'altare della Madonna col Bambino, opera di Giacinto Brandi. Ai lati dell'altare si trovavano due pale (Addolorata e Deposizione) dello Spagnoletto, trafugate durante la seconda guerra mondiale.

#### Presbiterio e abside

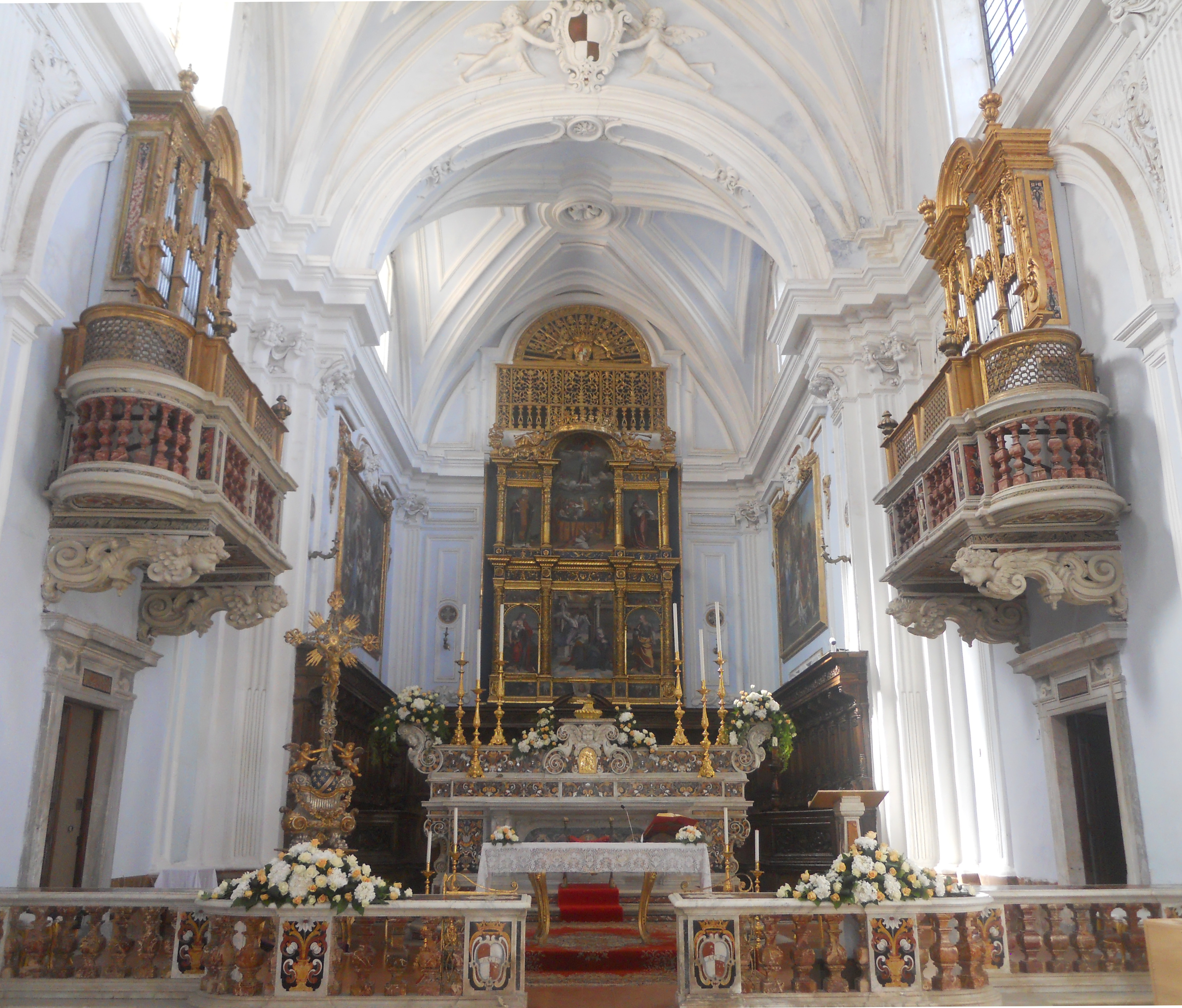
Il presbiterio e l'abside

Il presbiterio della chiesa, chiuso da una balaustra in marmi policromi del Lazzari, occupa l'abside e l'ultima campata della navata della chiesa. Sotto l'arco absidale si trova il grande altar maggiore di Dionisio Lazzari, decorato con motivi a fiori. Il tabernacolo, decorato con un cherubino di marmo bianco di Carrara, è sormontato dal Crocifisso del Lazzari. Nell'abside si trovano i grandi stalli lignei del coro. Sulle due pareti laterali, sotto i finestroni rettangolari, sono ospitate due tele di Sebastiano Conca del 1720: la Presentazione di Gesù al tempio e l'Adorazione dei Magi. La parete di fondo è decorata dal maestoso polittico di Andrea Sabatini da Salerno (1521), al centro del quale si trova l'Annunciazione. L'opera è così articolata:
- nella fascia inferiore sono raffigurati, da sinistra a destra: Natività, San Sebastiano, Volto santo di Gesù, Sant'Agostino, Adorazione dei Magi;
- nella fascia centrale sono raffigurati, da sinistra a destra: Discesa dello Spirito Santo (Pentecoste, Annunciazione tra i Santi Giovanni Battista e Pietro, Ascensione;
- nella fascia superiore sono raffigurati, da sinistra a destra: Sant'Ambrogio, Transito ed Assunzione di Maria, San Girolamo;
- il coronamento è costituito dalla grata che chiude il coro delle Orfanelle, con al centro lo stemma di Gaeta sorretto da cherubini.

#### Organo a canne

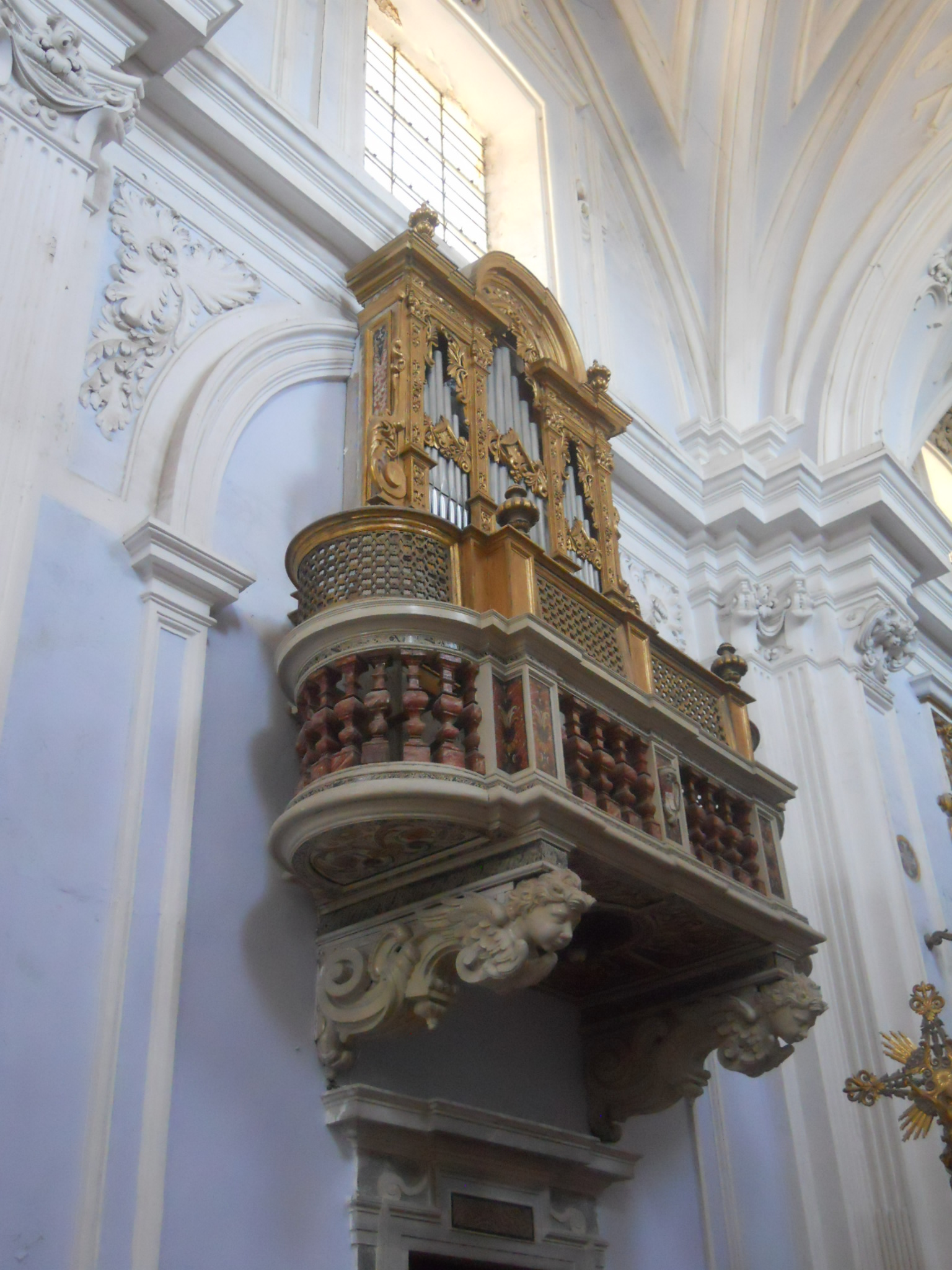
L'organo a canne

Sulla cantoria di sinistra si trova l'organo a canne, costruito tra il 1685 e il 1689 dall'organaro napoletano Giuseppe de Martino con cassa lignea dorata progettata da Dionisio Lazzari. Lo strumento, dopo un lungo abbandono, è stato restaurato nel 2009 e ricollocato sulla sua cantoria mentre, a partire dal 1980, era stato posto sotto la stessa cantoria, al lato dell'altar maggiore.
L'organo, a trasmissione meccanica sospesa originale, ha un'unica tastiera di 48 tasti con prima ottava cromatica estesa mancante del Do#1 ed una pedaliera dritta di 11 note anch'essa mancante del Do#1 costantemente unita al manuale e con il registro di Contrabbassi 16' (aggiunto nel XIX secolo) sempre inserito.
Lo strumento è inserito all'interno di una cassa lignea barocca riccamente decorata con sculture e rilievi, ispirata alla facciata della chiesa di Santa Maria del Faro a Napoli. Il prospetto si articola in tre campate, con quella centrale coronata da un arco a tutto sesto; all'interno di ciascuna campata si trovano le canne di mostra, non originali, appartenenti al registro principale 8', con bocche a mitria allineate orizzontalmente.

### Cappella d'Oro

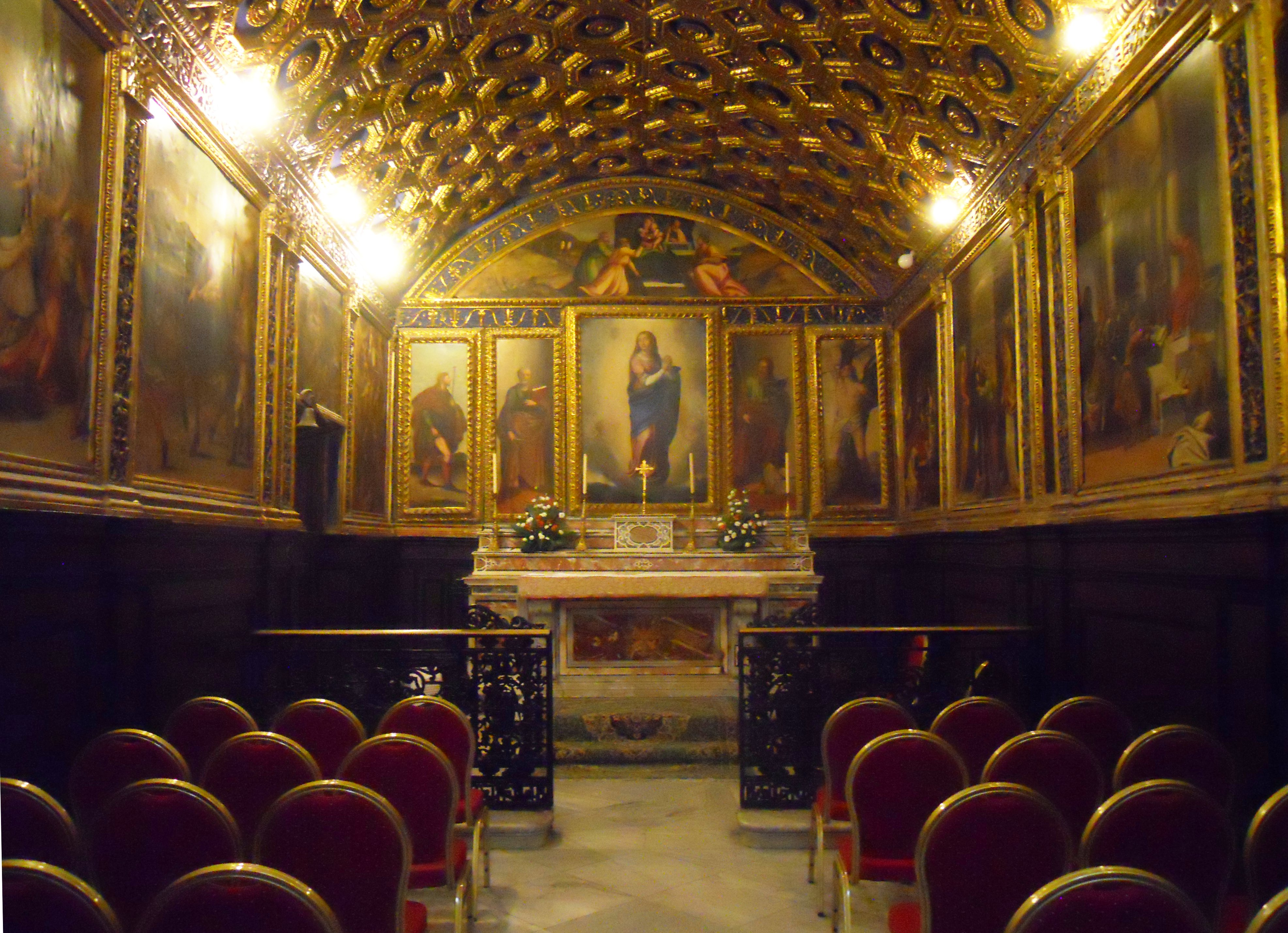
La cappella dell'Immacolata Concezione, detta Cappella d'Oro

Annessa alla chiesa è la Cappella dell'Immacolata Concezione, nota come Cappella d'Oro.
Il piccolo ambiente è situato alle spalle dell'abside, con ingresso indipendente su via dell'Annunziata, costituito da un portale barocco sormontato dallo stemma di Gaeta. La cappella, risalente al XIV secolo, era originariamente interamente affrescata; nel XVI secolo, venne restaurata in stile barocco e dotata di un pregevole ciclo pittorico con Scene della vita di Gesù, Scene della vita di Maria e Scene dell'Antico Testamento, opera di Giovanni Filippo Criscuolo (1531). 
Sull'altare, si trova un polittico, costituito dall'Immacolata Concezione di Scipione Pulzone (1582, al centro) e da quattro tele del Criscuolo raffiguranti, a sinistra San Rocco e San Pietro, e a destra San Paolo e San Sebastiano; il polittico è coronato da una lunetta, anch'essa del Criscuolo, raffigurante l'Adorazione dei Magi. La rifinitura in oro zecchino del soffitto e delle cornici ha valso all'ambiente il nome di Cappella d'Oro o Grotta d'Oro.

## Galleria d'immagini

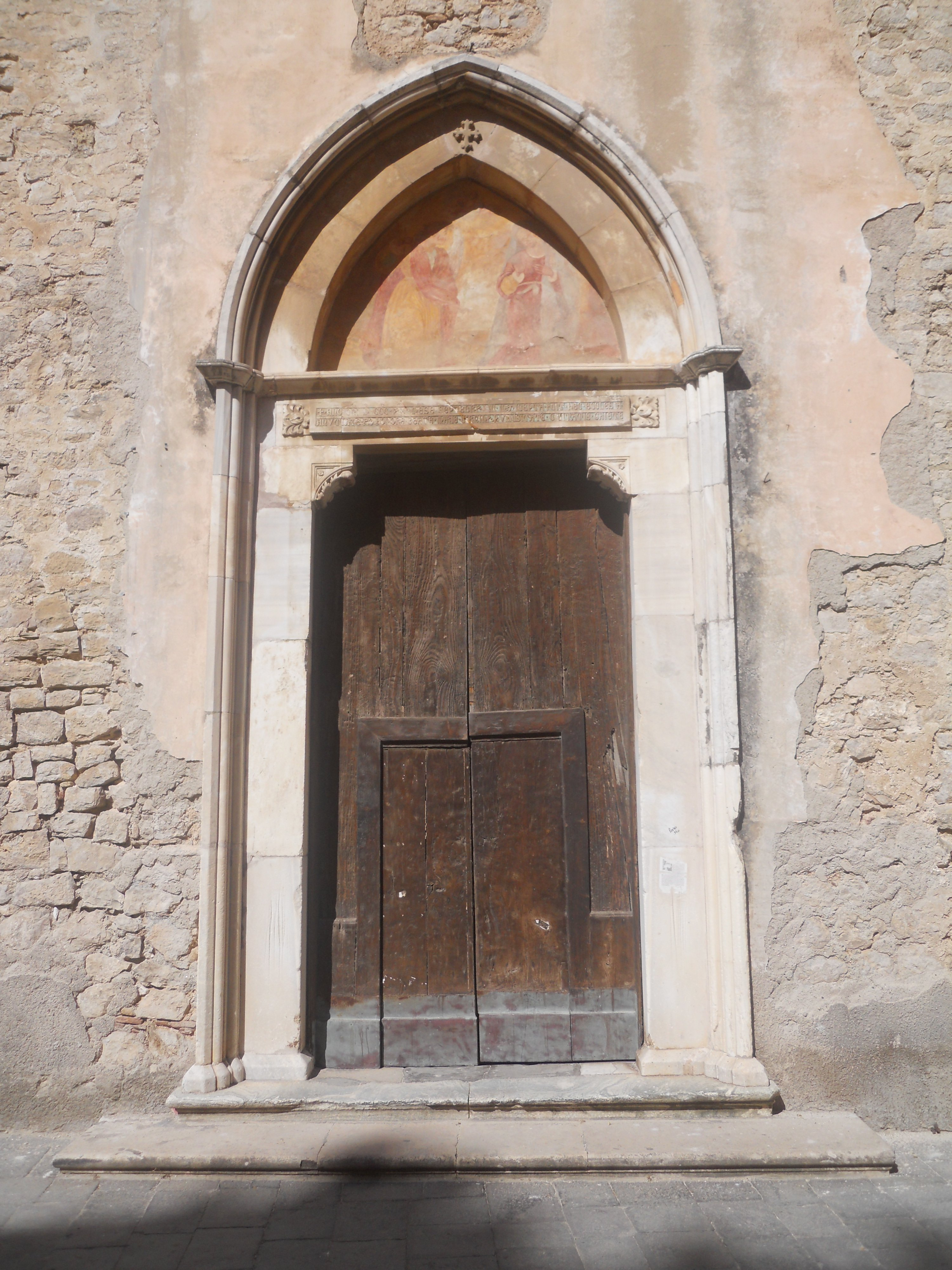
Portale laterale gotico
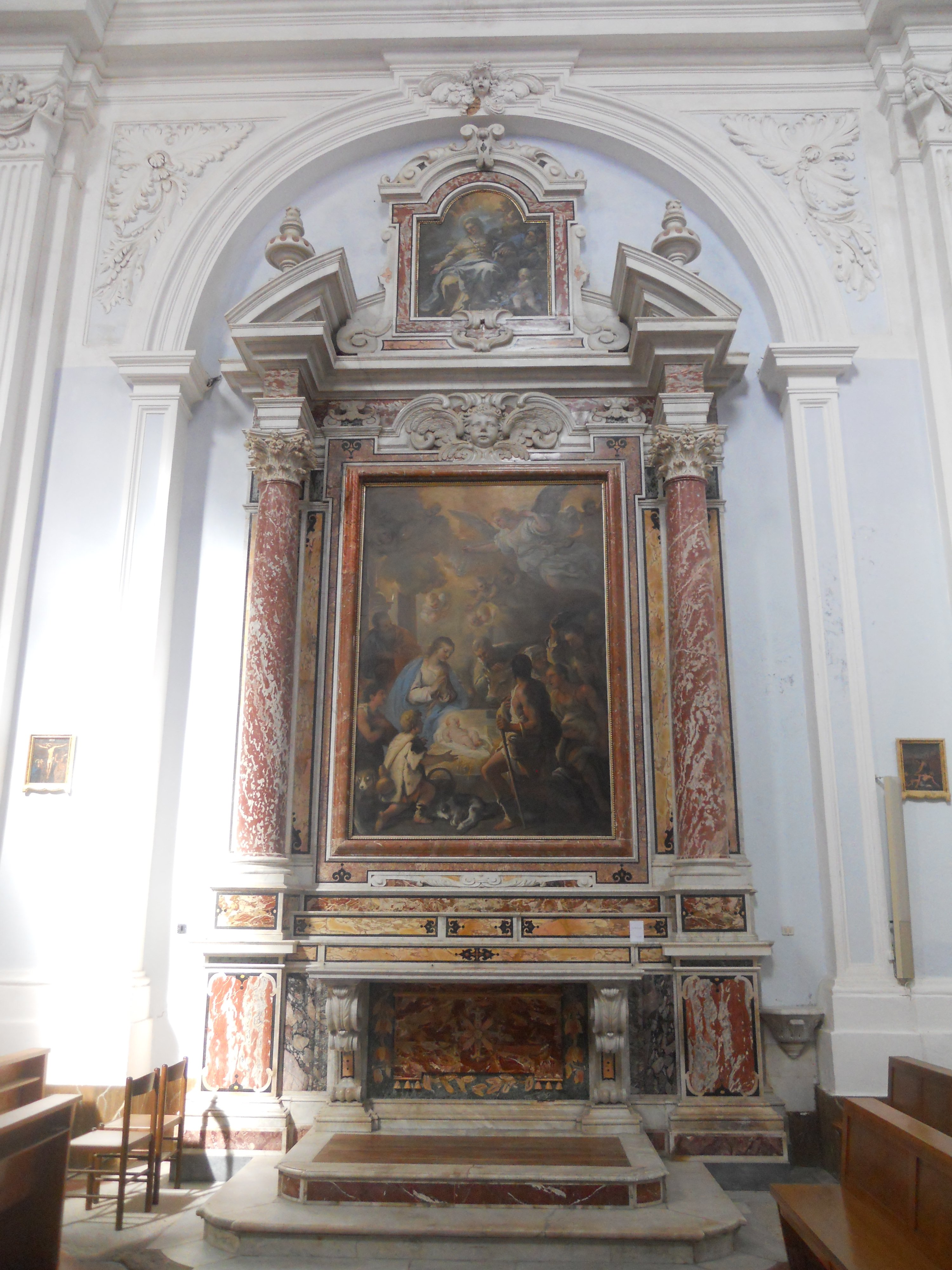
Altare della Natività di Gesù
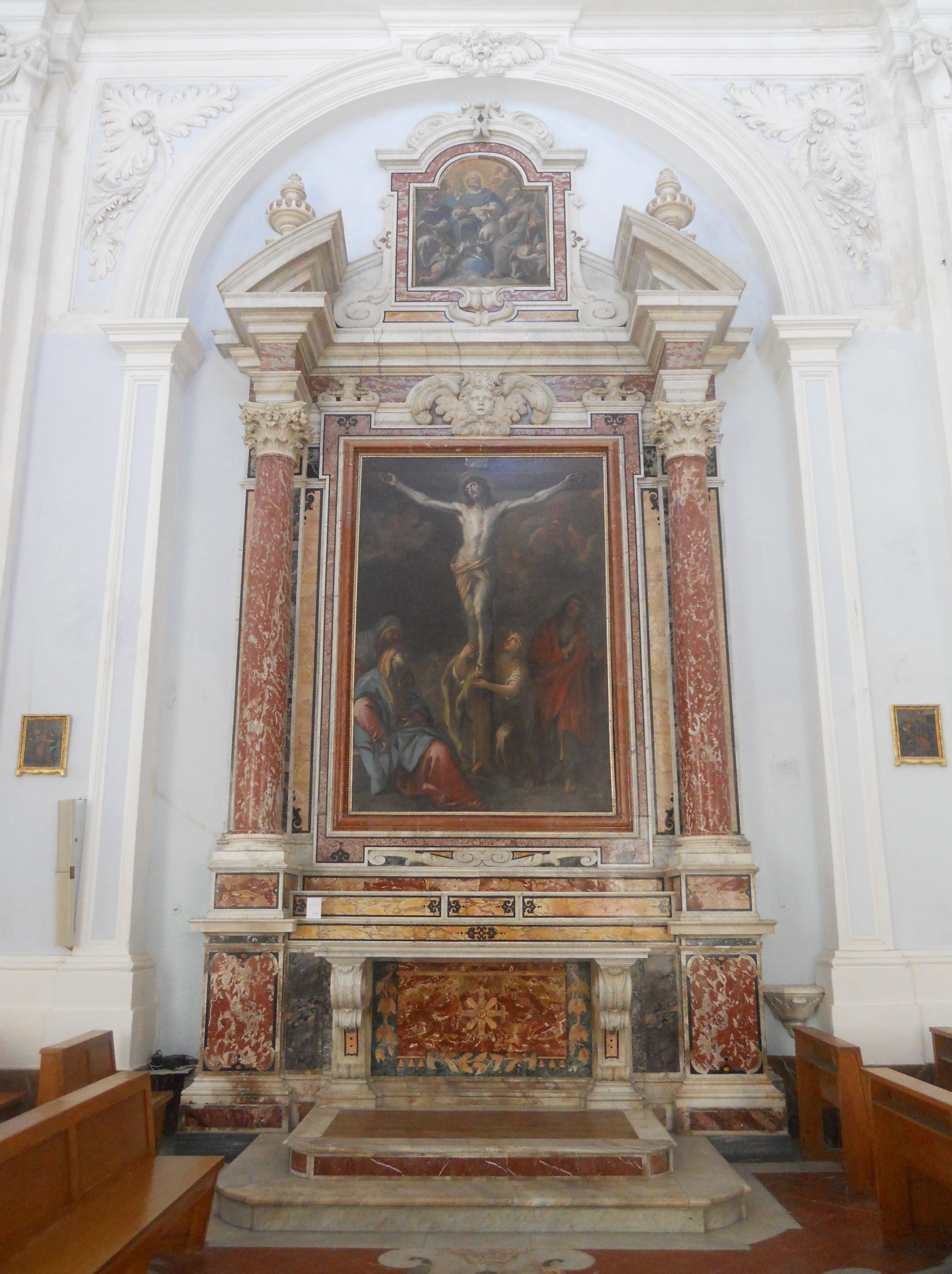
Altare della Crocifissione di Gesù
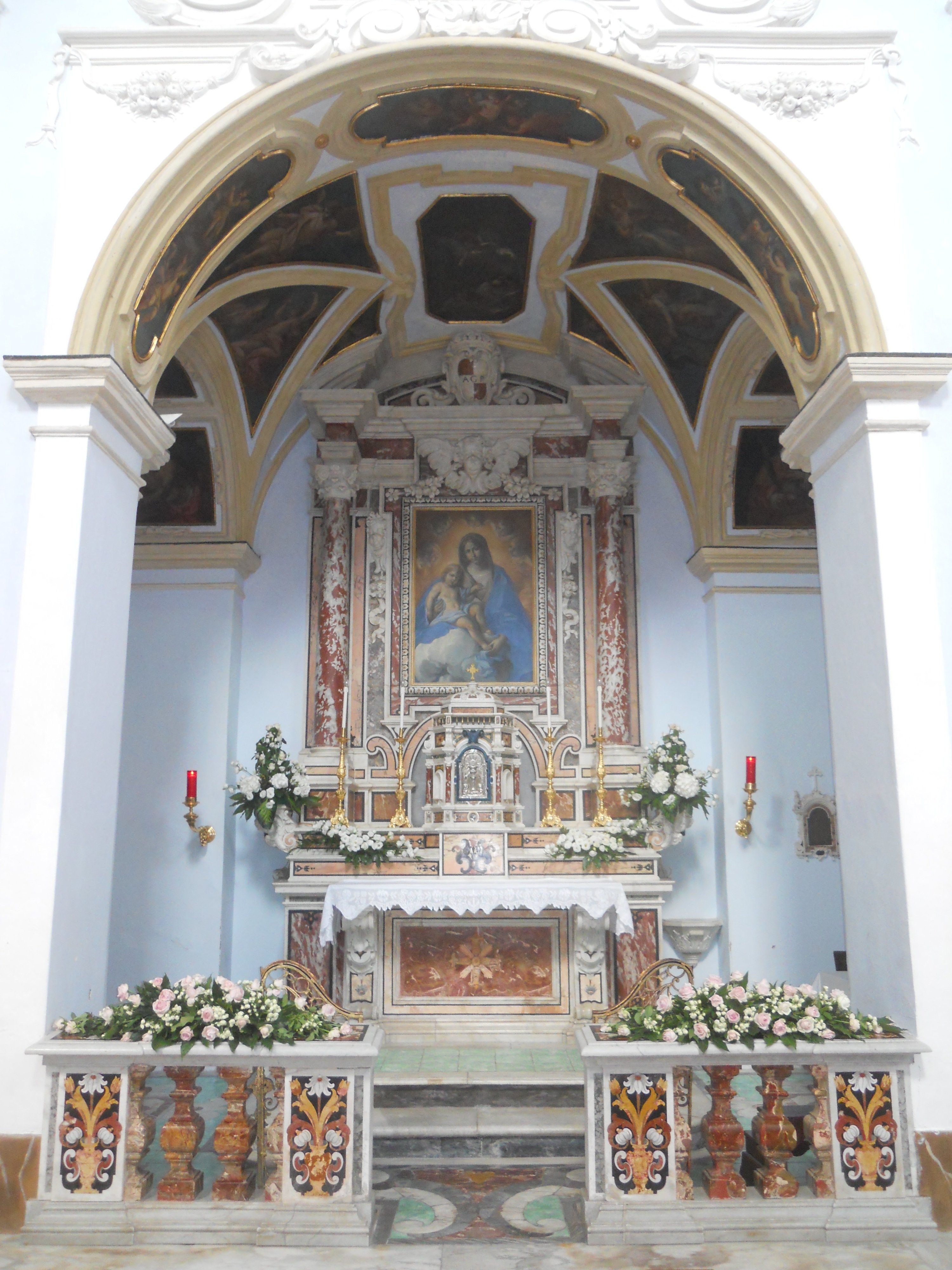
Cappella del Santissimo Sacramento